# Circuit International Automobile Moulay El Hassan
Circuit International Automobile Moulay El Hassan (znany także jako Marrakech Street Circuit) – uliczny tor wyścigowy o długości 4,545 km położony w jednym z największych miast Maroka - Marrakeszu. Składa się z trzech długich prostych, dwóch nawrotów i kilku szykan. Wytyczony jest wzdłuż Drogi d'Ourika, alei 7ème Art i alei Muhammada VI. Zaprojektowany został przez firmę D3 Motorsport Development. Odbywają się na nim głównie wyścigi serii World Touring Car Championship, a Wyścig Maroka WTCC w 2009 był pierwszym międzynarodowym wyścigiem w Maroku od Grand Prix Formuły 1 w 1958 na Ain-Diab Circuit w Casablance. W pobliżu toru znajdują się liczne hotele, kino i hipermarket Carrefour.